# 기린의 날개
《기린의 날개》(麒麟の翼, きりんのつばさ 기린 노 쓰바사[*])는 히가시노 게이고의 추리 소설이다. 가가 형사 시리즈 9번 째 작품.
이 소설을 원작으로 2012년 영화가 제작, 개봉되었다.

## 줄거리
어느 추운 밤, 니혼바시에서 순경이 본 것은 지독히도 취한 채 잠이 든 것처럼 보이는 남자였다. 할 수 없이 남자를 일으키기 위해 남자 곁으로 향하지만, 미동조차 없는 남자. 그리고 순경은 남자의 가슴에 꽂힌 칼을 발견한다. 아무래도 남자는 다른 곳에서 칼에 찔린 채 이 곳까지 걸어온 것으로 보인다. 순경에 의해 곧 병원으로 후송되지만 남자는 사망한다.
한편, 젊은 남자가 트럭에 치여 혼수상태에 빠진다. 그리고 그의 소지품에서 니혼바시에 있던 남자가 가지고 있었던 지갑과 서류가방이 발견된다. 과연, 젊은 남자가 취한 남자를 죽인 것일까? 가가 형사가 이 사건의 진상을 파헤친다.

## 등장 인물
- 아오야기 다케아키 (青柳武明)

니혼바시 사건의 피해자. 건축부품 메이커 ‘가네세키 금속’ 제조 본부장.
- 아오야기 유토 (青柳悠人)

다케아키의 아들. 중학교 때 수영부에 소속되어 있었다.
- 나카하라 카오리 (中原香織)

야시마의 연인이자 동거인. 후쿠시마현 출신이며 야시마와 같은 아동복지시설에서 자랐다.
- 야시마 후유키 (八島冬樹)

니혼바시 사건의 용의자. 경찰을 피해 도망치던 중 교통사고를 당했고, 피해자 아오야기의 지갑을 소지하고 있었다. 사고 후 의식 불명.
- 아오야기 하루카 (青柳春香)

피해자의 딸이자, 유토의 동생. 아버지의 죽음에 대한 주변 사람들의 태도를 이상하게 생각한다.
- 아오야기 후미코 (青柳史子)

피해자의 부인이자 유토, 하루카의 어머니.
- 스기노 다쓰야 (杉野達也)

유토의 친구. 중학교 때 수영부 동료였으며, 고등학교도 함께 다니고 있다.
- 구로사와 쇼타 (黒沢翔太)

유토의 친구. 중학교 때 수영부 동료.
- 이토카와 (糸川)

유토와 친구들의 중학교 수영부 고문.
- 고타케 (小竹)

‘가네세키 금속’ 공장장.
- 요시나가 도모유키 (吉永友之)

유토와 친구들의 수영부 후배. 연습 때 당한 사고로 의식 불명.

<경찰서>
- 가가 교이치로
- 마쓰미야 슈헤이 -가가의 사촌 동생. 경찰
- 고바야시 주임
- 이사가키 계장
- 후지에 계장
- 사카가미 형사
- 나가세 형사

## 홍보 문구
- 여기서부터 꿈을 향한 날갯짓을 시작, 하려고 했다. (ここから夢に羽ばたいていく、はずだった。)
- 아무도 믿을 수 없어도, 나 자신은 믿자. (誰も信じなくても、自分だけは信じよう。)
- 가가 시리즈 최고 걸작. (加賀シリーズ最高傑作)

## 영화
《기린의 날개》(麒麟の翼, きりんのつばさ 기린 노 쓰바사[*])는 추리 소설 《기린의 날개》를 원작으로 제작되어 2012년 1월 28일에 개봉한 일본 영화이다. 배급은 도호. 총 흥행수입은 16.3억 엔.
2010년 2분기에 방영된 드라마 《신참자》 및 2011년 1월에 방송된 스페셜 드라마 《붉은 손가락》의 속편이다.

### 출연
- 가가 교이치로 : 아베 히로시
- 나카하라 카오리 : 아라가키 유이
- 마쓰미야 슈헤이 : 미조바타 준페이
- 아오야기 유토 : 마츠자카 토리
- 요시나가 도모유키 : 스다 마사키
- 스기노 다쓰야 : 야마자키 켄토
- 요코타 쇼고 : 에모토 토키오
- 아오야기 하루카 : 다케토미 세이카
- 구로사와 쇼타 : 세이야
- 아오야마 아미 : 쿠로키 메이사 (우정 출연)
- 가가 다카마사 : 야마자키 츠토무 (특별 출연)
- 야시마 후유키 : 미우라 다카히로
- 이토카와 하지메 : 게키단 히토리
- 요시나가 미에코 : 아키야마 나츠코
- 코타케 유키오 : 츠루미 신고
- 고바야시 주임 : 마츠시게 유타카
- 가나모리 도키코 : 다나카 레나
- 아오야기 다케아키 : 나카이 키이치

### 스태프
- 원작 : 히가시노 게이고 《기린의 날개》 (고단샤)
- 각본 : 사쿠라이 다케하루
- 감독 : 도이 노부히로
- 음악 : 간노 유고
- Eexecutive Producer : 하마나 가즈야
- 프로듀서 : 나스다 준, 이요다 히데노리, 신도 준이치
- Associate Producer : 쓰지모토 다마코
- 촬영 : 야마모토 히데오
- 미술 : 가나카쓰 히로카즈
- 조명 : 오노 아키라
- 녹음 : 부신
- 편집 : 호가키 준노스케
- 조감독 : 스기야마 야스카즈
- 기록 : 스즈키 가즈미
- 제작 담당 : 요코하라 마코토
- 라인 프로듀서 : 하시모토 야스시
- 제작사 : 필름 페이스
- 제작 : 2012 영화 《기린의 날개》 제작위원회
- 협력 : 니혼바시 보존회, 미쓰이 부동산 주식회사, 닌교 정 상점가협동조합, 아마자케요코 정 상점회
- 배급 : 도호

### 주제가
- 주주 〈Sign〉

## 그 외
본서의 증쇄분 인세를 2011년 3월에 발생한 동일본 대지진의 기부금으로 기부하였다.